# 小大野川

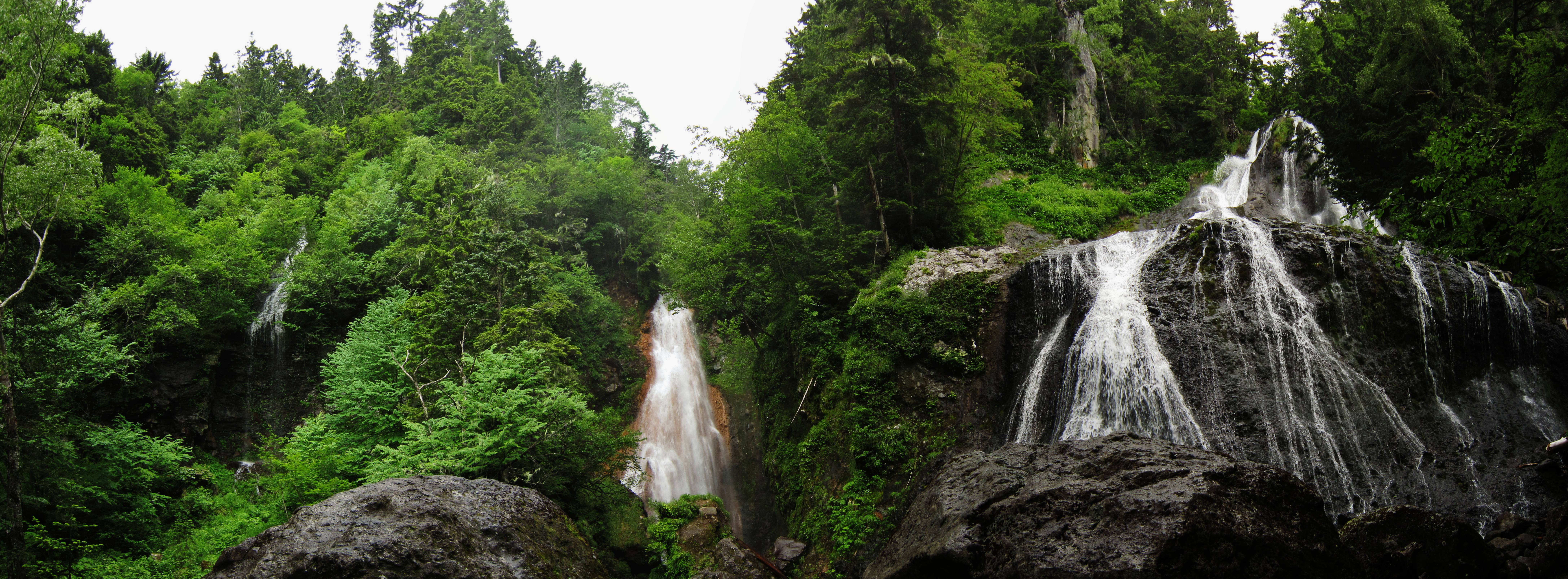
三本滝
左から無名沢・小大野川・クロイ沢。

小大野川（こおおのがわ）は、長野県松本市安曇地区を流れる河川。信濃川水系梓川の支流である。古来、梓川は「大野川」と呼ばれたらしく、その支流であることから「小」大野川と呼ばれたとされる。「こうのがわ」とも呼ぶ。

## 地理
乗鞍岳に連なる富士見岳（2817m）・大黒岳（2772m）の東側の斜面に発した流れは暫く岩場に伏流し、やがて川を形成する。そのまま東へと流れ三本滝を形成し乗鞍高原に至る。乗鞍高原では上流部では北辺、下流部では中央部を流れ、善五郎の滝や番所大滝を形成して高原を東西に縦断する。高原を抜けると間もなく前川渡で、奈川渡ダム湖（梓湖）に注いで終わる。この人造湖には前川も注いでおり、ダムができる以前には、小大野川と前川とは梓川に合流する500mほど手前で合流していた。
終始長野県道84号乗鞍岳線と並行しており、小大野川にかかる橋の多くはこの路線のものである。

## 観光
- 三本滝・善五郎の滝・番所大滝は「乗鞍三滝」と呼ばれ、県道乗鞍岳線の鈴蘭橋は乗鞍岳の望める紅葉の名所として知られており、いずれも乗鞍高原の重要な観光資源となっている。また、スキー場「Mt.乗鞍」が大野川にかかっている。
- 「千間淵バス停」のあるJA支所の左裏から番所大滝の上まで、「千間淵（せんげんぶち）」を見下ろすことのできる千間淵遊歩道が、左岸に整備されている。

## 流域の自治体
長野県
松本市

## 橋梁
- 鈴蘭橋
- オルガン橋
- 楢の木吊り橋